# 王书平 (外交官)
王书平（？年—），男，中华人民共和国外交官，曾任中国海地贸易发展办事处代表。
王书平毕业于北京外国语学院法语专业，先后在驻瑞士、卢森堡、突尼斯、多哥和黎巴嫩使馆工作，2009年接替张国保出任中国海地贸易发展办事处代表。2014年，由何彦军接任。